# Аняково
Аняково (на руски: Аняково) е село, разположено в Актанишки район, Татарстан. Населението му през 2010 година е 106 души.

## Население
- 1795 – 152
- 1884 – 587
- 1920- 595
- 1949 – 247
- 1970 – 219
- 1989 – 80
- 2000 – 106

## Личности
- Минтимер Шаймиев - руски политик, първи президент на Татарстан